# Азазель (роман)
«Азазель» (конспирологический детектив) — книга Бориса Акунина, первый роман из серии о необыкновенном российском  сыщике Эрасте Петровиче Фандорине «Приключения Эраста Фандорина».
Это первая из художественных книг, написанных Григорием Чхартишвили (ранее он писал научные статьи и монографии). В 1998 году он дебютировал и как автор художественной прозы.
В английском переводе книга называется «Зимняя королева» (Winter Queen), что соответствует названию гостиницы в Лондоне, которая фигурирует в повествовании.
Акунин задумал серию «Приключения Эраста Фандорина» как краткое изложение всех жанров детектива, каждый роман представлял собой новый жанр. Первый детектив — конспирологический, поджанр шпионского или политического детектива, где основные события происходят вследствие заговора секретных организаций.

## Сюжет
Действие романа начинается в мае 1876 года в Москве. Молодой богач Кокорин совершает самоубийство при странных обстоятельствах. Происшествие начинает расследовать двадцатилетний письмоводитель полицейского управления, коллежский регистратор Эраст Петрович Фандорин. Он беден и неопытен, но наблюдателен, проницателен, ловок, порядочен, красив и чрезвычайно удачлив.
Фандорин выясняет, что Кокорин завещал своё состояние благотворительнице — англичанке баронессе леди Эстер, и находит людей, связанных с самоубийством: знакомого Кокорина — другого молодого богача Ахтырцева, а также роковую женщину Амалию Бежецкую. У Бежецкой регулярно собираются её поклонники, в том числе Ахтырцев и бретёр граф Ипполит Зуров. Ахтырцев рассказывает Фандорину, что самоубийство Кокорина — результат своеобразной «дуэли» между ними двоими за благосклонность Бежецкой. После этого некто убивает Ахтырцева и ранит Фандорина.
Для расследования этих событий из Санкт-Петербурга прибывает Иван Бриллинг — энергичный молодой следователь Третьего отделения, уже достигший высокого чина статского советника, мастер логических умозаключений. Он впечатляет и вдохновляет Фандорина. Эраст Петрович знакомится с леди Эстер в московском «эстернате» — её заведении для сирот; баронесса излагает ему свою педагогическую теорию: у всех без исключения детей имеется талант в какой-то области, нужно лишь его обнаружить и развить. Бриллинг отправляет Фандорина в игровой салон Зурова; там граф даёт Фандорину адрес Бежецкой в Лондоне. Бриллинг по настоянию Фандорина отправляет его в командировку через европейские столицы в Лондон, снабдив деньгами и добившись для юноши значительного повышения в чине: того из коллежских регистраторов производят сразу в титулярные советники (минуя чины губернского секретаря и коллежского секретаря).
В Лондоне Фандорин находит Бежецкую и узнаёт, что та получает со всего мира письма со сведениями о неких людях, а затем пересылает эти сведения в зашифрованном виде в Петербург. Подручные Бежецкой едва не убивают Фандорина, но он спасается при помощи графа Зурова, приехавшего за Амалией.
Петербуржским получателем сведений от Бежецкой оказывается Каннингем — ближайший помощник леди Эстер. Бриллинг, выслушав доклад Эраста Петровича обо всём этом, заявляет, что они с Фандориным должны задержать Каннингема немедленно, но вместо этого убивает Каннингема и пытается убить Фандорина, но погибает сам.
Начальнику третьего отделения генералу Мизинову удаётся идентифицировать нескольких людей из списка Бежецкой, который видел Фандорин; все они делают блестящую карьеру, а их происхождение покрыто тайной: непонятно, откуда эти люди вообще взялись. Фандорин приходит к баронессе поговорить о Каннингеме и понимает, что люди из списка Бежецкой — воспитанники «эстернатов», и сама леди причастна к убийствам, от которых она получает материальную выгоду. В частности, написание Кокориным завещания и его последующее самоубийство были спровоцированы Бежецкой для того, чтобы леди Эстер завладела капиталами покойного и использовала их для развития сети своих «эстернатов». Зловещие подручные баронессы пытаются устранить Фандорина. Леди Эстер рассказывает, что её выпускники работают на благо прогресса по всему миру во всех сферах жизни, а «грязной работой» по добыванию денег для всего этого занимается тайная организация, названная «Азазель» в честь персонажа, «научившего человека чувству собственного достоинства». Баронесса намеревается взорвать себя и Эраста Петровича, но тот уговаривает её отпустить его — он молод и влюблён.
После того как леди Эстер, по-видимому, гибнет, сеть «эстернатов» распадается. 
Эраст Петрович женится на прекрасной Лизе Эверт-Колокольцевой. Однако в день свадьбы происходит трагедия: Фандорин получает посылку с бомбой, от взрыва которой гибнет Лиза.

## Основная идея книги
Борис Акунин пишет, что центральный персонаж для него не Эраст Фандорин, а леди Эстер.  
Основная идея книги, по мнению автора, заключается в том, что
мир населён «непроснувшимися людьми» и несостоявшимися жизнями. Акунин пишет: 
...нас в детстве никто не учит самому главному: как расправить крылья и взлететь. А большинству даже не рассказывают, что у человека вообще есть крылья. Мне захотелось придумать систему воспитания, при которой полёт неизбежен.

## Экранизации
- «Азазель» — российский мини-сериал киностудии ТриТэ, снятый в 2002 году режиссёром А. А. Адабашьяном по мотивам романа. Премьера состоялась 10 марта 2002 года на телеканале ОРТ[3].
- В 2002 году всемирные права на экранизацию цикла романов об Эрасте Петровиче Фандорине были куплены голливудской кинокомпанией U Squared Productions, принадлежащей Полу Верховену. Через два года права были возвращены автору, за исключением экранизации романа «Азазель». Съёмки фильма «Зимняя королева» должны были начаться в июне 2007 года, но по различным причинам переносились. В конце 2009 года было объявлено, что режиссёром фильма будет Фёдор Бондарчук, а Верховен остается продюсером картины[4]. Выход в прокат был намечен на 2012 год. В апреле 2012 года появилась информация, что в связи с истекшими правами экранизация так и не состоится[5].
- C 13 по 24 октября 2003 года укороченная аудиоверсия книги транслировалась в рамках программы «Книга на ночь»[англ.] на радио BBC Radio 4 отрывками по 10-15 минут.
- В 2010 году вышла аудиокнига, в создании которой приняли участие более двадцати артистов театра и кино: Александр Филиппенко (авторский текст), Сергей Безруков (Эраст Фандорин), Ольга Аросева (Леди Эстер), Ирина Безрукова (Амалия Бежецкая), и другие.
- В 2020 году было объявлено, что онлайн-кинотеатр «Кинопоиск HD» планирует экранизировать роман в новом ключе: действие развернётся в XXI веке в альтернативной исторически России, где не было революции 1917 года и царствует дом Романовых[6]. Съёмки сериала «Фандорин. Азазель» завершились в августе 2022 года, премьера состоялась 19 января 2023 года в онлайн-кинотеатре «Кинопоиск»[7][8][9].

## Прочее
В сюжете допущена фактическая ошибка: Свод законов Российской империи (том X, часть 1, ст.1016 и ст.1017 п.2) предусматривал, что завещание самоубийцы считалось недействительным (даже составленное им в здравом уме и твёрдой памяти), если он лишил себя жизни намеренно, а не в безумии. Соответственно, в реальных условиях леди Эстер не могла завладеть капиталами Кокорина.

### Комментарии
1. ↑  Имена главного героя и его возлюбленной — Эраст и Лиза — совпадают с именами главных героев повести Н. Карамзина «Бедная Лиза».